# Alexandre Besredka
Alexandre Michailovič Besredka (Odessa, 29 marzo 1870 – Parigi, 28 febbraio 1940) è stato un biologo e immunologo ucraino naturalizzato francese.

## Biografia
Studiò biologia a Odessa (1888-1892), poi si trasferì a Parigi, dove fu l'assistente di Il'ja Il'ič Mečnikov (1845-1916) presso l'Istituto Pasteur. Conseguì la laurea in medicina nel 1897 con la tesi Abscès sous-phréniques. Nel 1903 con Amédée Borrel (1867-1936), Félix Mesnil (1868-1938), Gabriel Bertrand (1867-1962), Camille Delezenne (1868-1932) e Auguste-Charles Marie (1864-1935), co-fondò la Bulletin de l'Institut Pasteur. Dal 1905 al 1914 fu il responsabile del laboratorio presso l'Istituto Pasteur.
Nel 1910 conseguì il titolo di professore, e per diversi anni lavorò con Mečnikov dal quale condusse degli esperimenti sulla febbre tifoide degli scimpanzé. Durante la prima guerra mondiale prestò servizio come ufficiale medico a Verdun e Bar-le-Duc. Dal 1919 si occupò degli studi sull'immunità cellulare, che coinvolgono soprattutto le infezioni intestinali.
Besredka si specializzò nella ricerca dell'immunologia, e soprattutto sulle fagocitosi. Durante la sua carriera presso l'Istituto Pasteur, mise a punto terapie antivirali e vaccini contro diverse malattie infettive. Inoltre fece delle ricerche sull'anafilassi. Il suo nome è associato al "metodo di Besredka", un tipo di vaccino che serve ad evitare lo shock anafilattico nell'uso della sierologia (a volte indicato come "desensibilizzazione del Besredka").

## Opere principali
- Anaphylaxie et antianaphylaxie Paris, 1918.
- Histoire d'une idée. L'oeuvre de Metschnikoff Paris, 1921.
- De la vaccination par voie buccale contre la dysenterie, la fièvre typhoide et le cholera. Revue d'hygiène et de médecine préventive, 1927; 49: 445–463.
- Le chic anaphylactique et le principe de la desensibilisation. Paris, 1930.
- Antivirusthérapie Paris, Masson, 1930.[3]